# Joan Ramón Triadó Tur
Joan Ramón Triadó Tur – hiszpański historyk sztuki, wykładowca na Uniwersytecie w Barcelonie. Specjalizuje się w malarstwie barokowym a także współczesnej sztuce katalońskiej.

## Publikacje
- L’època del barroc. Segles XVII i XVIII w “Història de l’art català (Barcelona, 1984),
- L’Arquitectura Religiosa Moderna w “Art de Catalunya” (Barcelona, 1999),
- Escultura Moderna w “Art a Catalunya” (Barcelona, 2000),
- Pintura Moderna w “Art de Catalunya” (Barcelona, 2000) we współpracy z Rosą M. Subiraną,
- La Pintura Española. El siglo de Oro (Barcelona, 1999),
- Carlos V y su época. Arte y Cultura (Barcelona, 1999),
- El bodegón (Madryt, 2003),
- El espectáculo de las Formas. El arte manierista, barroco y rococó. 1527-1780 (Barcelona, 2006),
- El Paisaje (Barcelona, 2008)